# Constantijn van Beieren
Constantijn Leopold Lodewijk Adalbert George Thadeus Jozef Petrus Johannes Antonius Frans prins van Beieren (München, 15 augustus 1920 – nabij Hechingen, 30 juli 1969) was een Duits auteur, journalist en politicus. Hij was een zoon van prins Adalbert van Beieren en Auguste von Seefried auf Buttenheim.
Hij trad in 1942 in het huwelijk met Maria Adelgonde van Hohenzollern-Sigmaringen, een kleindochter van Frederik August III van Saksen. Uit dit huwelijk werden twee kinderen geboren: Leopold (1943) en Adalbert (1944). Na zijn scheiding in 1948 hertrouwde hij op 15 augustus 1953 te Hohenosterwitz met de Oostenrijkse gravin Helene von Khevenhüller-Metsch. Met haar kreeg hij een dochter: Ysabel (1954).
Na diens overlijden hertrouwt Helene op 16 november 1970 te München met Eugen van Beieren.
In 1941 nam hij als artillerist deel aan de Tweede Wereldoorlog, maar werd later als lid van een voorheen regerende familie ontslagen. Hij begon in 1943 aan een studie Rechten, richtte na de oorlog het Beierse Rode Kruis op en was sinds 1947 als dagblad- en televisiejournalist werkzaam. Hij stelde zich kandidaat als CSU-afgevaardigde voor de Bondsdag ("Konstantin von Bayern für Bayern nach Bonn") en werd op 19 oktober 1965 op grond van directe verkiezing gekozen. Deze functie vervulde hij tot zijn dood door een vliegtuigongeluk op 30 juli 1969.
Werk: Nach der Sintflut. Berichte aus einer Zeit des Umbruchs 1945 - 1948. (1986); Des Königs schönste Damen. Aus der Schönheitengalerie Ludwigs I. (1980); Prinz und Demokrat. Konstantin von Bayern (1970); Die Zukunft sichern (1969); Ohne Macht und Herrlichkeit (1961); Die großen Namen. Begegnungen mit bedeutenden Deutschen unserer Zeit (1956); Der Papst. Ein Lebensbild Pius XII. (1952; nl: Pius XII. Bewaker van de vrede, 1954)
Hij is begraven in de Abdij van Andechs.
- Biblioteca Nacional de España: XX1496034
- CiNii: DA05163829
- Gemeinsame Normdatei: 118654098
- International Standard Name Identifier: 0000 0000 8375 1934
- Library of Congress Control Number: n84169563
- Nationale Bibliotheek van Tsjechië: xx0025544
- Nationale bibliotheek van Australië: 35716935
- Nationale Bibliotheek van Israël: 987007263895105171
- Nederlandse Thesaurus van Auteursnamen: 072941790
- Réseau des bibliothèques de Suisse occidentale: 02-A024141586
- Trove: 1055557
- Virtual International Authority File: 40172080
- WorldCat: E39PBJhRFm69RMVJTCgPmT3xXd